# 어등초등학교
어등초등학교는 대한민국 광주광역시 광산구에 있는 공립 초등학교이다.

## 학교 연혁
- 1993.09.01 하남남초등학교 개교(29학급), 초대 임동신 교장 취임
- 1994.09.30 시지정 교단선진화 시범학교 운영 공개(1/1)
- 1994.12.31 교단선진화 우수학교 교육감 표창
- 1995.03.01 1~6학년 49학급 편성(특수학급 1학급)
- 1997.10.20 시지정 교육평가 시범학교 운영 공개(2/2)
- 1998.10.16 시지정 제2차 교단선진화 시범학교 운영 공개(1/1)
- 1998.12.30 학교경영 우수학교 교육감 표창
- 1999.03.01 어등초등학교로 개명
- 1999.12.29 홈페이지 경연대회(시교육청) 대상 수상
- 2000.07.07 어등관(강당) 개관
- 2001.06.16 교육감 배 육상경기대회 우승
- 2001.11.07 시지정 수행평가 시범학교 운영 공개(2/2)
- 2007.11.07 시지정 교육정보화 연구학교 운영 공개(2/2)
- 2010.03.01 제9대 강창규 교장 부임
- 2010.11.03 시지정 학생 재능진단 연구학교 공개발표(1/2)
- 2010.12.29 2010 학생재능육성 u-러닝 교육도시 건설 프로젝트 우수학교 교육감 표창
- 2011.11.03 시지정 학생 재능진단 연구학교 공개발표(2/2)
- 2012.12.05 학부모 녹색봉사단 우수 기관 표창: “베스트 녹색 어머니 학교” 선정(광주광역시경찰청)
- 2013.02.19 제18회 졸업식(총 4246명 졸업)
- 2013.03.01 제10대 임행화 교장 부임
- 2013.03.01 교과부 요청 정책연구 시지정 다문화교육 연구학교 지정
- 2014.09.01 제11대 강이숙 교장 부임

## 참고 자료
- 어등초등학교 - 한국교육학술정보원 학교알리미